# کیلی راجرز
کیلی راجرز (به انگلیسی: Kylie Rogers) (زاده ۱۸ فوریهٔ ۲۰۰۴) یک بازیگر آمریکایی است که با بازی در نقش Minx Lawrence در سریال زمزمه معروف شد. او همچنین ستاره فیلم معجزه‌هایی از بهشت در نقش آنا بیم بود.
از فیلم‌های معروف او می‌توان به بازی در معجزه‌هایی از بهشت، زیبایی موازی، پدران و دختران، ایستگاه فضایی ۷۶، پوست و بیو می‌ترسد اشاره کرد.